# Novocaine – Zahn um Zahn
Novocaine – Zahn um Zahn (Novocaine) ist ein US-amerikanischer Thriller von David Atkins aus dem Jahr 2001.
Der Titel bezieht sich auf das seinerzeit in der Zahnmedizin häufig benutzte Lokalanästhetikum Novocaine, Novocain bzw. Procain.

## Handlung
Dr. Frank Sangster führt eine gut besuchte Zahnarztpraxis. Er ist mit Jean Noble verlobt, die in seiner Praxis arbeitet. Sangster lernt seine Patientin Susan Ivey näher kennen; sie verführt ihn und stiehlt aus seiner Praxis Beruhigungsmittel. Ein Agent der Drug Enforcement Administration besucht den Arzt, nachdem ein junger Mann nach der Einnahme der aus der Praxis stammenden Drogen ertappt wurde. Der Agent will die Vorräte der Beruhigungsmittel überprüfen und droht Sangster mit der Verhaftung.
Sangster will dem Agenten wenigstens leere Verpackungen der angeblich verbrauchten Medikamente präsentieren. Er besucht Ivey, die er nach den Verpackungen fragt. Die Frau verführt ihn erneut. Am nächsten Tag fordert Susans Bruder Duane Ivey den Arzt auf, die Finger von seiner Schwester zu lassen. Etwas später wird Sangster in einem Hotel von Duane angegriffen, den er in Notwehr mit einer Schere verletzt.
Als Duane Ivey tot aufgefunden wird, wird unter anderen Sangster verhört. An den Vernehmungen nimmt der Schauspieler Lance Phelps teil, der sich dadurch auf einen neuen Film vorbereitet. Man findet auf dem Körper von Ivey die Zahnabdrücke des Zahnarztes. Jemand schickt anonym die Schere, mit der Ivey verletzt wurde, der Polizei. 
Sangster wird des Mordes verdächtigt und festgenommen; vor dem Gerichtssaal trifft er Phelps, der weitere Auskünfte benötigt und den Zahnarzt aus dem Gerichtsgebäude bringt. Sangster flieht und versteckt sich bei Susan. Beide schleichen sich in das Haus von Jean Noble ein, wo sie ein künstliches Gebiss des Zahnarztes finden, welches Noble früher anfertigte – angeblich zu Übungszwecken. Sangster erinnert sich, dass eine Klausel im Gesellschaftervertrag die Übertragung sämtlicher Anteile der Praxis an Noble vorsieht, sollte Sangster eines Verbrechens überführt werden.
Noble verabredet sich in der Praxis mit ihrem Komplizen, dem Bruder des Zahnarztes, mit dem sie auch eine Affäre hat. Er spielt mit einer Minikamera, als Noble ihn tötet. Sie hinterlässt auf dem Körper des Ermordeten Sangsters Bissspuren. Sangster zieht sämtliche Zähne des ermordeten Bruders und ersetzt sie durch eigene Zähne, danach steckt er die Praxis in Brand. Es stellt sich später heraus, dass die Bilder der Minikamera auf einem im feuerfesten Panzerschrank befindlichen Videorekorder aufgenommen wurden. Noble wird festgenommen und zu einer Gefängnisstrafe verurteilt. Sangster zieht mit Susan Ivey nach Frankreich; Ivey wird von ihm schwanger.

## Kritiken
Peter Travers schrieb in der Zeitschrift Rolling Stone vom 6. Dezember 2001, David Atkins habe in seinem Regiedebüt die Atmosphäre eines Film noir geschaffen. Die Absicht des Regisseurs sei gewesen, den „Zerfall der Moral“ darzustellen, doch die „lustlose“ („slack“) Regie zerre an den Nerven.
Das Lexikon des internationalen Films meinte: „Prominent besetzte "Suspense"-Farce als Mischung aus Komödie und Thriller, die Vollblutkomiker Steve Martin von einer eher ungewohnten Seite zeigt.“

## Hintergrund
- Der Film wurde in Chicago, in Geneva (Illinois) und in Cedarburg (Wisconsin) gedreht.[3] Seine Produktionskosten betrugen schätzungsweise 6 Millionen US-Dollar. Er hatte seine Weltpremiere am 8. September 2001 auf dem Toronto Film Festival. Darauf folgend wurde er auf dem Boston Film Festival, dem Woodstock Film Festival, dem Austin Film Festival und dem London Film Festival vorgeführt. Der Film spielte in den Kinos der USA ca. 2,0 Millionen US-Dollar ein.[4][5]

- Den Namen des Films „Novocaine“ betreffend → Siehe Procain, sowie die weiteren genannten meldepflichtigen Schmerzmittel im Film Ibuprofen und Demerol.